# Winston Smith (1984)
 For alternative betydninger, se Winston Smith. (Se også artikler, som begynder med Winston Smith)
Winston Smith er hovedpersonen i George Orwells roman 1984 fra 1949. Hans navn er blevet en metafor for manden på gaden, det uskyldige offer for politiske manipulationer og rænkespil. I romanen arbejder Winston i Ministeriet for Sandhed, hvor han omskriver historiske dokumenter, så de passer den til enhver tid gældende partilinie, der kan skifte fra dag til dag.
I romanen lokkes Winston til at slutte sig til en hemmelig organisation, hvis mål det er at underminere Store Broders diktatur. Han er ikke klar over, at han bliver lokket i en fælde af O'Brien, der er med i regeringen. Da han bliver taget til fange og tortureret, forråder Winston sin eneste medsammensvorne, Julia, som han elsker, og han finder ud af, at undergrundsbevægelsen, "Broderskabet", som de tror, at de er med i, måske slet ikke eksisterer.

## Portrætteringer
- Den første skuespiller, der spillede rollen var David Niven d. 27. august 1949 i en radioudgave af NBCs NBC University Theater.
- Richard Widmark spillede Smith d. 26. april 1953 i en udsendelse af The United States Steel Hour på ABC radio.
- Eddie Albert spillede Smith d. 21. september 1953 i en episode af Studio One.
- Peter Cushing spillede Smith i BBC Ones Nineteen Eighty-Four i 1954.
- Vincent Price spillede Smith i den australske Lux Radio Theatre udgave fra 1955.
- Edmond O'Brien spillede Smith i filmatiseringen fra 1956.
- Patrick Troughton lagde stemme til Smith i BBC Home Services dramatisering i 1965..
- Gary Watson spillede rollen i en tredelt radio-udgave på BBC Radio 4 i 1967
- John Hurt spilelde Smith filmatiseringen 1984 fra 1984.
- Christopher Eccleston spillede rollen i en todelt radio-udgave på BBC Radio 3 i 2013.

1. ↑  Navnet er anført på engelsk og stammer fra Wikidata hvor navnet endnu ikke findes på dansk.